# Août 1999

## Événements
- 1er août : Grand Prix automobile d'Allemagne, remporté par Eddie Irvine.
- 2 août : catastrophe ferroviaire de Gaisal (Bengale occidental) en Inde : la collision de deux trains express sur une voie unique fait plus de 400 morts.
- 6 août :
  - record journalier du nombre d'impacts de foudre, Météorage a enregistré ce jour-là 78 014 impacts de foudre en France ;
  - le dirigeant albanais modéré Ibrahim Rugova accepte de participer, avec l'UÇK (armée de libération du Kosovo), au comité de transition au Kosovo dont Bernard Kouchner est l'instigateur.
- 9 août : Vladimir Poutine, directeur du FSB, est nommé président du gouvernement de Russie par Boris Eltsine (d'abord par intérim du 9 au 16 août).
- 11 août : Éclipse totale de Soleil en Europe et en Asie.
- 12 août : démontage du Mac Donalds de Millau.
Des agriculteurs de l'Aveyron, à l'appel de la Confédération paysanne, ont « neutralisé » le restaurant Mac Donald's en construction à Millau. Il s'agissait pour eux de protester de façon symbolique contre la décision des États-Unis d'imposer un droit de douane de 100 % à un certain nombre de produits agricoles européens.
- 13 août : Jaime Garzón est assassiné à Bogotá en Colombie sous les ordres de Carlos Castaño, chef paramilitaire d’extrême-droite des AUC (Autodéfenses Unies de Colombie) avec la complicité active du DAS (Département Administratif de Sécurité colombien).
- 15 août : Grand Prix automobile de Hongrie.
- 17 août : un séisme de magnitude 8,2 sur l'échelle de Richter frappe le nord-ouest de la Turquie, tuant plus de 17 000 personnes et en blessant 24 000.
- 28 août : Grand Prix automobile de Belgique.
- 30 août : un référendum sur l'indépendance donne 78 % de « Oui » au Timor oriental. Les milices indonésiennes pénètrent aussitôt dans le pays et provoquent plusieurs massacres parmi la population.

### Naissances
- 20 août : Upasana Singh, joueuse indienne de hockey sur gazon.

### Décès
- 3 août : Rod Ansell, bushman australien ayant inspiré le personnage de Michael J. « Crocodile » Dundee (° 1er octobre 1954).
- 4 août : Victor Mature, acteur (° 29 janvier 1913).
- 14 août : Pee Wee Reese, (baseball, É.-U.), à 81 ans (° 23 juillet 1918).
- 23 août : Georges Boulogne, (football, France) à 81 ans (° 1er juillet 1917).
- 24 août : Mary Jane Croft, actrice américaine (° 15 février 1916).